# Okręg wyborczy Leicester South West
Okręg wyborczy Leicester South West powstał w 1950 r. i wysyłał do brytyjskiej Izby Gmin jednego deputowanego. Okręg obejmował południowo-zachodnią część miasta Leicester. Został zniesiony w 1974 r.

## Deputowani do brytyjskiej Izby Gmin z okręgu Leicester South West
- 1950–1967: Herbert Bowden, Partia Pracy
- 1967–1974: Tom Boardman, Partia Konserwatywna